# Benedikt Kuhn
Benedikt Kuhn (* 7. Februar 1986 in Friedrichshafen) ist ein deutscher politischer Beamter (CDU). Er ist seit 2024 Chef der Hessischen Staatskanzlei im Rang eines Staatssekretärs.

## Leben

### Ausbildung und Persönliches
Kuhn studierte von 2005 bis 2013. Er erreichte einen Bachelor of Arts der Hochschule Macromedia in Medienmanagement und einen Master of Arts der Ludwig-Maximilians-Universität München in Politikwissenschaften. Zudem studierte er Rechtswissenschaften an der Universität Konstanz.
Er ist verheiratet und hat ein Kind. Kuhn ist Mitglied der CDU.

### Berufsweg
Benedikt Kuhn war nach dem Studium von 2010 bis 2013 Berater für Public Affairs und Government Relations bei der Agentur Burson-Marsteller in Berlin. Anschließend arbeitete er im Bundesministerium für Verkehr und digitale Infrastruktur, von 2014 bis 2015 als Referent für politische Planung und von 2015 bis 2017 als Leiter des Referates für Strategische Kommunikation. Danach war er von 2017 bis 2020 Leiter des Stabes für Strategie und von 2019 bis 2023 unter dem Vorsitzenden Alexander Dobrindt (CSU) Stabschef der CSU-Landesgruppe im Deutschen Bundestag. 
Im Anschluss war er von Februar bis November 2023 Managing Director bei der Agentur thjnk in Berlin und für den Aufbau des neuen Geschäftsbereiches Political Campaigning zuständig. In dieser Funktion war er zur Landtagswahl in Hessen 2023 der Wahlkampfmanager der CDU Hessen.
Am 18. Januar 2024 wurde Kuhn unter dem hessischen Ministerpräsident Boris Rhein (CDU) zum Chef der Staatskanzlei im Rang eines Staatssekretärs ernannt.